# Achim (Landkreis Verden)
Achim er en by og kommune i det nordvestlige Tyskland, beliggende sydøst for Bremen under Landkreis Verden i delstaten Niedersachsen.

## Geografi
Achim ligger på nordsiden af floden Weser ved udkanten af Achim-Verdener Geest.
I kommunen findes ud over byen Achim følgende otte byer og landsbyer:
- Bollen
- Embsen
- Baden
- Badenermoor
- Bierden
- Borstel
- Uesen
- Uphusen

Baden, Bierden, Bollen, Embsen, Uesen og Uphusen var indtil 1972 selvstændige kommuner

### Badener Berge
Badener Berge ligger i kommunedelen Baden. Landskabet er præget af marsklandet ved Weser vest for byen og af de 40m høje klitter og Badenermoor mod vest. Indtil det 19. århundrede var området kun sparsomt beboet og indbyggerne levede af kartoffelavl, fårehold og udflyttede værksteder fra Bremen. I Badener Bergen kunne Hans Höppner i årene 1898 og 1900 påvise omkring 200 af de 250 i Tyskland kendte arter af bier. Omkring 100 år senere fandtes kun 130 biarter.